# 964

## Nașteri
- dată necunoscută: Bertha de Burgundia  (d. 1010)

## Decese
- 14 mai: Papa Ioan al XII-lea  (n. 937)
- dată necunoscută: Gorm cel Bătrân al Danemarcei  (n. ?)
- 5 august: Godefroi I de Lotharingia Inferioară  (n. 940)